# Línia 1 de l'autobús urbà de Girona
La línia L1 o línia Montjuïc - Ramon Folch (Jutjats) - Avellaneda, és una línia d'autobús urbà regular de la ciutat de Girona gestionada per l'empresa TMG SAU. Aquesta uneix Montjuïc i l'Avellaneda, travessant la ciutat de nord a sud.

## Horaris
| L1                  | Primer servei | Primer servei | Darrer servei | Darrer servei |
| L1                  | A: Montjuïc   | A: Avellaneda | A: Montjuïc   | A: Avellaneda |
| Feiners             | 06:50         | 06:45         | 21:50         | 21:45         |
| Dissabtes i Agost   | 07:05         | 07:15         | 21:35         | 21:45         |
| Diumenges i Festius | 10:35         | 09:15         | 20:35         | 21:15         |

## Recorregut i parades
En el recorregut en sentit Montjuïc, l'autobús de l'L2 canvia el cartell pel de l'L1 i inicia el trajecte a l'Avellaneda i va pel carrer Aragó fins a arribar al Camí Vell de Fornells.
Tot seguit segueix recte en direcció nord passant per la Pujada de la Creu de Palau fins a la cruïlla amb el carrer de Lluís Pericot on gira a la dreta i posteriorment surt per la tercera sortida de la rotonda en direcció al carrer Caldes de Montbui.
Segueix recte pel carrer del Migdia fins a girar a l'esquerra a la plaça del Mercat del Lleó on agafa la Gran Via de Jaume I fins a arribar a l'avinguda de Ramon Folch, on seguidament agafa el Passeig de la Devesa fins a la Rotonda del Pont de Pedret on surt pel Pont de Pedret per després pujar cap a Montjuïc.
Primer agafa el carrer de Palamós i posteriorment el carrer de Montjuïc que més endavant es converteix en la Pujada Barrufa i al final d'aquesta gira cap a l'esquerra per agafar la ronda del Fort Roig finalitzant el recorregut en arribar a la plaça Domènec Fita i Molat.
| Codi  | Parada                         | Correspondència      | Altres |
| ----- | ------------------------------ | -------------------- | ------ |
| 15014 | Avellaneda                     | L2                   |        |
| 15301 | C/Aragó                        |                      |        |
| 15059 | Tennis Palau                   | L10                  |        |
| 15057 | Camí Vell de Fornells          | L10                  |        |
| 15058 | La Creu de Palau               | L10                  |        |
| 15065 | Residència d'Estudiants        |                      |        |
| 15064 | C/ Creu de Palau, 45           |                      |        |
| 15063 | Pavelló de Palau               |                      |        |
| 15136 | A. Lluís Pericot               |                      |        |
| 15055 | Els Químics                    |                      |        |
| 15056 | C/ Caldes de Montbui           |                      |        |
| 15145 | Col·legi Migdia                | L10                  |        |
| 15141 | C/ Migdia - C/Emili Grahit     | L10                  |        |
| 15149 | La Salle                       | L11                  |        |
| 15117 | Gran Via Jaume I - Generalitat | L2 L11               |        |
| 15115 | Gran Via Jaume I - C/ Nou      | L2 L5 L6 L11         |        |
| 15203 | Av. Ramon Folch, 4 - Jutjats   | L2 L5 L6 L11 L12 L16 |        |
| 15102 | C/ Palamós, 1                  | L6                   |        |
| 15183 | C/ Pedret                      |                      |        |
| 15151 | C/ Escola Montjuïc             |                      |        |
| 15188 | Pujada Barrufa, 14             |                      |        |
| 15302 | Pujada Barrufa, 26             |                      |        |
| 15403 | Pujada Barrufa, 42             |                      |        |
| 15208 | Ronda Fort Roig - Montjuïc     |                      |        |
| 15363 | Pl. Domènec Fita i Molat       |                      |        |
| 15043 | C/ Montjovi                    |                      |        |
| 15044 | C/ Bellpuig                    |                      |        |

En el recorregut en sentit Avellaneda, l'autobús inicia el trajecte a l'altre costat de la Plaça Domènec Fita i Molat i comença a baixar de Montjuïc pel carrer Camp d'Or fins que gira a la dreta per seguir pel carrer de Francesc Macià per després girar a l'esquerra pel carrer de l'Onze de Setembre fins a tornar a girar aquest cop a la dreta per agafar el carrer de Peius Pascual i Carbó on tot seguit segueix baixant per la Pujada Barrufa, més endavant carrer de Montjuïc.
Agafa el carrer de Sant Pau per anar fins al Pont de Pedret i agafar la rotonda del Pont de Pedret per anar pel passeig de la Devesa fins a arribar a l'avinguda de Ramon Folch.
Segueix per la Gran Via de Jaume I fins a arribar a la plaça de l'Hospital, després a la plaça de Pompeu Fabra i gira a la dreta a plaça de Catalunya per agafar el Passeig del General Mendoza. Al final d'aquest s'incorpora al carrer del Migdia a través del carrer d'Ultònia.
S'incorpora al carrer d'Emili Grahit i després gira cap a la dreta pel carrer de la Rutlla, després segueix recte per la Pujada de la Creu de Palau i posteriorment pel Camí Vell de Fornells on gira a la dreta cap a l'Avellaneda i l'L1 segueix com l'L2.
| Codi  | Parada                         | Correspondència      | Altres |
| ----- | ------------------------------ | -------------------- | ------ |
| 15303 | Pl. Domènec Fita i Molat       |                      |        |
| 15152 | C/ Francesc Macià, 20          |                      |        |
| 15084 | C/ Francesc Macià, 72          |                      |        |
| 15165 | C/ Peius Pascual, 39           |                      |        |
| 15164 | C/ Peius Pascual, 23           |                      |        |
| 15187 | Pujada Barrufa, 29             |                      |        |
| 15186 | Pujada Barrufa, 13             |                      |        |
| 15150 | Escola Montjuïc                |                      |        |
| 15163 | C/ Pedret                      |                      |        |
| 15378 | C/ de Sant Pau                 |                      |        |
| 15209 | Rotonda Pont de Pedret         | L11                  |        |
| 15204 | Av. Ramon Folch, 9 - Jutjats   | L2 L5 L6 L11 L12 L16 |        |
| 15116 | Pl. 1 d'Octubre                | L2 L5 L6             |        |
| 15174 | Pl. Pompeu Fabra - Generalitat | L6 L7 L11            |        |
| 15085 | Mercat del Lleó                | L6 L11               |        |
| 15305 | La Salle                       | L11                  |        |
| 15305 | C/ Migdia - C/ Creu            | L8 L10 L11           |        |
| 15214 | C/ Rutlla, 132                 |                      |        |
| 15215 | C/ Rutlla, 158                 |                      |        |
| 15216 | Pl. Lluís Companys             |                      |        |
| 15217 | Els Químics                    |                      |        |
| 15062 | Pavelló de Palau               |                      |        |
| 15307 | Pujada de la Creu de Palau, 44 |                      |        |
| 15066 | Residència d'Estudiants        |                      |        |
| 15308 | Residència d'avis de Palau     |                      |        |
| 15346 | La Creu de Palau               | L10                  |        |
| 15347 | Camí Vell de Fornells          | L10                  |        |
| 15348 | Tennis Palau                   | L10                  |        |
| 15015 | C/ Aragó                       |                      |        |